# ستيفن كرم
ستيفن كرم (Stephen karam) هو كاتب مسرحي أمريكي وكاتب سيناريو. مسرحياته أبناء النبي، وهي دراما كوميديه عن عائلة لبنانية أمريكية، وذي هيومانز من المتأهلين للحصول على جائزة بوليتزر للدراما في عامي 2012 و 2016، على التوالي. فازت البشر بجائزة توني 2016 لأفضل مسرحيه. 

## سيرته
نشأ كرم في سكرانتون، بنسلفانيا في عائلة لبنانية أمريكية من الإيمان الماروني. تخرج في عام 2002 من جامعة براون، ثم تدرب في مهرجان يوتا شكسبير، حيث التقى آريان مؤيد (الذي يظهر في مسرحية البشر) و P. باباريلي، الذي تعاون معه على كولومبينوس وأخرج البشر في شيكاغو. يدرس كرم في المدرسة الجديدة مسرحياته ظهرت على حد سواء خارج برودواي[5] وعلى برودواي. 
كان كرم قد فاز بثلاث مرات في مهرجان المسرح الضخم على الصعيد الوطني في 1997 و 1998 و 1999. ولعب في أول مسرحية له عمل فني (97) دور البطولة بين روبرت باين وجانيت كارول، أغنيس (98) تألقت أليسون هانيجان في أول مرة، والكذب في عين الناظر ('99) دور البطولة ريتشارد روكولو. 
وفازت إيما المسرحيه الموسيقية في المسرح الأمريكي كينيدي سينتر (كاكتف) في عام 2001. 
وأنتجت شركة مسرح الدوار في تشرين الأول / أكتوبر 2007 في «الصندوق الأسود»، حلقة عمل في مسرح براون / ترينيتي بلايوريتس ريبرتوري في بروفيدنس، رود آيلاند في عام 2006. وكانت هذه المسرحية الأولى من نوعها في «روندبوت أوندرغروند»، وهي مبادرة «الفنانين». 
تم إنتاج كولمبينوس خارج برودواي في عام 2006 في ورشة عمل مسرح نيويورك، بعد المشاركة في العرض الأول في عام 2005 في مسرح البيت المستديرة في سيلفر سبرينغ، ماريلاند وفي مسرح بيرسيفيرانس في جونيو، ألاسكا.[11]
تم إنتاج أبناء النبي في عام 2011 في مسرح مسرح لورا بيلس في مسرح دوار. وكانت المسرحية النهائية في جائزة بوليتزر 2012 للدراما والفائز في دائرة نقاد الدراما في نيويورك، ودائرة النقاد الخارجي، وجوائز لوسيل لورتيل لأفضل مسرحية. 
الأخوات الداكنة هي غرفة الأوبرا، مع ليبريتو كتبه كرم والموسيقى من تأليف نيكو مهلي، بتكليف من أوبرا غرفة جوثام، مجموعة الموسيقى المسرح وشركة الأوبرا فيلادلفيا. عرضت الأوبرا في مسرح جيرالد دبليو لينش في كلية جون جاي في نوفمبر 2011، من إخراج ريبيكا تايتشمان وأجرى ها نيل غورين. 
كرم هو الكاتب في 2016 المسرح الوطني للمؤتمرات في مركز يوجين أونيل مسرح في وترفورد، كونيتيكت. 
أعد كرم معالجه لبستان الكرز من قبل أنطون تشيخوف، الذي تم عرضه على مسرح برودواي من خلال مسرح دوار في مشاركة محدودة في مسرح الخطوط الجوية الأمريكية من 15 سبتمبر 2016 (معاينات)، رسميا في 16 أكتوبر - 4 ديسمبر. إخراج وسيمون غودوين، وديان لين، مثل ليوبوف رانيفسكايا، مع جويل غراي (فيرس)، وجون غلوفر (غايف)، وسيليا كينان بولغر (فاريا)، وهارولد بيرينيو (لوباخين)، وتافي جيفينسون (آنيا). 

## روابط خارجية
- ستيفن كرم على موقع IMDb (الإنجليزية)
- ستيفن كرم على موقع قاعدة بيانات برودواي على الإنترنت (الإنجليزية)
- ستيفن كرم على موقع قاعدة بيانات الفيلم (الإنجليزية)